# Benthothuria
Benthothuria is een geslacht van zeekomkommers uit de familie Synallactidae.

## Soorten
- Benthothuria cristata Koehler & Vaney, 1905
- Benthothuria distorta Koehler & Vaney, 1905
- Benthothuria funebris R. Perrier, 1898
- Benthothuria fusiformis (Sluiter, 1901)
- Benthothuria valdiviae Heding, 1940